# Mininetuno
Um mininetuno (às vezes chamado de anão gasoso ou planeta de transição) é um planeta menor do que Urano e Netuno, até 10 massas terrestres. Estes planetas têm atmosferas espessas de hidrogênio e hélio, provavelmente com profundas camadas de gelo, rocha ou oceanos líquidos (constituídos de água, amônia, uma mistura de ambos, ou elementos mais pesados e voláteis). Têm pequenos núcleos feitos de compostos voláteis de baixa densidade. Os estudos teóricos de tais planetas são vagamente baseados no conhecimento sobre Urano e Netuno. Sem uma espessa atmosfera, em vez disso, seria classificado como um planeta oceânico. Estima-se que a linha divisória entre um planeta rochoso e um planeta gasoso é de cerca de dois raios da Terra. De fato, as observações empíricas mostram que planetas maior do que cerca de 1,6 raio da Terra (mais maciças do que cerca de 6 massas terrestres) contêm quantidades significativas de produtos voláteis ou gás H-He (tais planetas parecem ter uma diversidade de composições que não está bem explicado por uma única massa em relação ao raio como a encontrada em planetas rochosos). Resultados semelhantes são confirmados por outros estudos. Quanto a massa, o limite inferior pode variar bastante para diferentes planetas, dependendo de suas composições; dividindo a massa pode variar de tão baixo quanto um para tão alto quanto para 20 massas terrestres.
Vários exoplanetas foram descobertos que são possivelmente anões de gás, com base em massas e densidades conhecidas. Por exemplo, Kepler-11f tem uma massa de 2,3 massas terrestres, mas a sua densidade é a mesma que a de Saturno, o que implica que é um anão gasoso com um oceano líquido rodeado por uma espessa atmosfera de hidrogênio e hélio e apenas um pequeno núcleo rochoso. E mesmo o menor Kepler-138d, tendo apenas cerca da massa da Terra, é também um suspeito planeta gasoso, devido ao seu diâmetro relativamente grande (~ 20500 km) e, consequentemente, a sua baixa densidade. Tais planetas não orbitam muito perto de suas estrelas mãe, caso contrário, suas atmosferas grossas seria evaporada pelo calor ou soprada por ventos estelares. É demonstrado que os planetas internos do sistema Kepler-11 têm densidades mais elevadas do que planetas mais longe.
Em 2018, HD21749b foi descorberto circundando uma estrela anã laranja a cerca de 53 anos-luz de distância. Este mini neptuno tem uma densidade estimada em relação à da água.